# Cálculo dental

Radiografía dental donde se muestran (con flechas) calcificaciones del sarro.

El cálculo dental, también denominado sarro, odontolito, piedra y tártaro dental, es la acumulación de sales de calcio y de fósforo sobre la superficie dental. Se trata del resultado de la mineralización de la placa bacteriana, esto es, del conjunto de microorganismos, saliva y restos alimenticios que se van depositando sobre las piezas dentales.
El cálculo dental se compone de una parte orgánica y otra inorgánica, donde predominan el calcio y el fósforo.
Es importante eliminar la acumulación de cálculo dental, ya que la misma atrapa bacterias que causan enfermedad periodontal y por consiguiente esto podría acarrear la pérdida de los dientes.

## Tipos
Según su localización, se distingue entre el sarro supragingival (amarillo), cuando se halla por encima de la línea de la encía, y el infragingival o subgingival (marrón), cuando se sitúa por debajo de esa línea.